# Фридрих Лудвиг фон Дона-Райхертсвалде
Фридрих Лудвиг фон Дона-Райхертсвалде (на немски: Friedrich Ludwig Burggraf und Graf zu Dohna-Reichertswalde; * 8 юни 1697, Райхертсвалде (Мораг), Силезия, Източна Прусия, Полша); † 21 юни 1766, Райхертсвалде) е бургграф и граф на Дона-Лаук-Райхертсвалде, господар на Засен.

## Произход
Той е син на граф и бургграф Кристоф Фридрих фон Дона-Лаук (1652 – 1734), наследствен знаменосец в Прусия, и втората му съпруга пфалцграфиня Елизабет Кристина при Рейн фон Цвайбрюкен-Ландсберг (1656 – 1707), вдовица на граф Емих XIV фон Лайнинген-Дагсбург-Емихсбург (1649 – 1684), дъщеря на пфалцграф Фридрих Лудвиг фон Цвайбрюкен-Ландсберг, херцог на Пфалц-Цвайбрюкен (1619 – 1681) и пфалцграфиня Юлиана Магдалена фон Цвайбрюкен (1621 – 1672).
Полубрат е на Фридерика Елизабет фон Лайнинген (1681 – 1717), омъжена на 1707 г. за княз Волфганг Ернст I фон Изенбург-Бюдинген-Бирщайн (1686 – 1754), и на граф и бургграф Адолф Кристоф фон Дона-Лаук (1683 – 1736).

## Фамилия
Първи брак: на 4 декември 1727 г. в Офенбах с графиня Фридерика Вилхелмина Шарлота фон Сайн-Витгенщайн-Берлебург (* 23 юни 1682, Берлебург; † 26 юни 1731, Магдебург), вдовица на граф Йохан Филип фон Изенбург (1655 – 1718), дъщеря на граф Георг Вилхелм фон Сайн-Витгенщайн-Берлебург (1636 – 1684) и графиня Шарлота Амалия фон Изенбург-Бюдинген (1651 – 1725). Бракът е бездетен.
Втори брак: на 17 септември 1732 г. в Шлодиен с Есперанца Луиза фон Дона-Ферасиерес (* 2 август 1705; † 8 октомври 1733, Райхертсвалде), внучка на граф и бургграф Фридрих фон Дона (1621 – 1688), дъщеря на бургграф и граф и маркиз Йохан Фридрих фон Дона-Ферасиерес (1663 – 1712, в битка) и графиня Албертина Хенриета ван Биландт (1673 – 1725). Бракът е бездетен. Тя умира на 28 години.
Трети брак: на 6 декември 1734 г. в Дьонхофщет с графиня Луиза Шарлота фон Дьонхоф (* 19 април 1711; † 14 март 1755), дъщеря на граф Богислав Фридрих фон Дьонхоф (1669 – 1742) и графиня София Шарлота фон Лендорф (1685 – 1756). Те имат осем деца: 
- Фридрих Леополд (* 30 март 1738, Райхертсвалде; † 7 май 1807, Елбинг), женен на 7 септември 1769 г. в Гилгенбург за графиня Амалия Фридерика Финк фон Финкенщайн (* 17 април 1745; † 4 юни 1818); имат 8 деца
- Карл Лудвиг (* 11 април 1739, Райхертсвалде; † 17 февруари 1813, Кьонигсберг), женен на 19 юли 1768 г. в Лаук за братовчедка му Мария Вилхелмина Шарлотте фон Дона-Лаук (* 6 юли 1749; † 16 март 1815), внучка на чичо ѝ Адолф Кристоф фон Дона-Лаук (1683 – 1736), дъщеря на бургграф и граф Александер фон Дона-Лаук (1719 – 1793) и Вилхелмина фон Роте (1730 – 1749); имат 4 дъщери
- Елизабет Шарлота (* 2 юли 1740, Райхертсвалде; † 29 юни 1775, Пфайфертсвалде), омъжена на 2 юли 1765 г. в Райхертсвалде за братовчед си Александер фон Дона-Лаук (* 18 май 1719, Райхертсвалде; † 14 август 1793, Засен), син на чичо ѝ Адолф Кристоф фон Дона-Лаук (1683 – 1736)
- Албертина Теодора (* 17 май 1743, Райхертсвалде; † 27 май 1809), омъжена I. на 29 септември 1766 г. в Райхертсвалде за граф Йохан Бурхард Теодор фон Ритберг (* 6 август 1735; † 26 януари 1771), II. на 2 април 1772 г. в Бестендорф за граф Карл Фридрих фон Валдбург (* 16 февруари 1745; † 24 декември 1797)
- Фердинанда Фридерика (* 16 октомври 1744, Райхертсвалде; † 2 ноември 1745, Райхертсвалде)
- Готхард (* 16 октомври 1745, Райхертсвалде; † 28 октомври 1745, Райхертсвалде)
- Карл Готлоб (* 24 декември 1746, Райхертсвалде; † 8 февруари 1747, Райхертсвалде)
- Мария Луиза Юлия (* 3 септември 1748, Райхертсвалде; † 26 март 1749, Райхертсвалде)